# Johnny Douglas
John William Henry Tyler „Johnny“ Douglas (* 3. September 1882 in London; † 19. Dezember 1930 vor der Küste Dänemarks bei Læsø) war ein englischer Cricketspieler und Boxer.

## Biografie
Douglas war entfernt mit dem Marquess of Queensberry verwandt, nach dem die Queensberry-Regeln benannt sind. Sein Vater war erfolgreich im Holzhandel mit Skandinavien tätig, besaß im Covent Garden einen Boxclub und war Präsident des englischen Boxverbandes. Bereits während seiner Schulzeit erwies sich Douglas als talentierter Boxer und war mehrfacher Meister. 1905 wurde er englischer Amateur-Meister im Mittelgewicht.
Er nahm an den Olympischen Spielen 1908 in London teil und wurde Olympiasieger. Im Finale bezwang er den Australier Reginald Baker nach Punkten. Der Kampf war so knapp ausgegangen, dass später vielfach und hartnäckig behauptet wurde, die Kampfrichter hätten sich nicht auf einen Sieger einigen können und Douglas’ Vater habe als Hauptschiedsrichter den Kampf zugunsten seines Sohnes entschieden. Doch in Wahrheit war dieser in seiner Funktion als Verbandspräsident lediglich für die Vergabe der Medaillen zuständig. Nachdem Baker, der später in Hollywood Karriere machte, 1952 in einem Interview behauptete, das Gerücht sei wahr, wurde es auch in vielen seriösen Publikationen als Fakt dargestellt. Erst 2004 konnte zweifelsfrei nachgewiesen werden, dass Douglas’ Sieg regelkonform gewesen war.
Von 1901 bis 1928 spielte Douglas Cricket auf höchstem nationalem und internationalem Niveau. Im Laufe seiner Karriere spielte er in 23 Tests und 651 First-Class-Spielen, hauptsächlich für den Essex County Cricket Club. In 18 Spielen war er Kapitän der englischen Nationalmannschaft. 1915 war er einer der fünf Wisden Cricketers of the Year. Sein Spitzname lautete, abgeleitet von seinen Initialen, Johnny Won't Hit Today (Johnny wird heute nicht treffen), was angesichts seiner hervorragenden Qualitäten als Schlagmann und Boxer wohl eher als leicht boshafter Scherz zu verstehen ist. Darüber hinaus bestritt Douglas zwischen 1910 und 1923 einige Spiele für die führenden englischen Amateurklubs Corinthian FC und Casuals FC und kam für die Amateur Football Association in einem Auswahlspiel zum Einsatz.
Douglas ertrank 48-jährig im Kattegat, sieben Meilen südlich der dänischen Insel Læsø. Er war mit seinem Vater auf Geschäftsreise in Finnland gewesen und befand sich auf der Rückfahrt nach England, als das Passagierschiff im dichten Nebel mit einem anderen Schiff zusammenstieß und sank.